# Hana Breko Kustura
Hana Breko Kustura (Split, 20. ožujka 1970.), hrvatska muzikologinja, istraživačica srednjovjekovne i crkvene glazbe, član suradnik HAZU-a. Docentica je na Muzičkoj akademiji u Zagrebu.
Diplomirala je muzikologiju i glazbenu publicistiku na Muzičkoj akademiji u Zagrebu 1993. Na istoj akademiji je magistrirala 1998. i doktorirala 2002. muzikologiju.
članica je Hrvatskoga muzikološkoga društva, Hrvatskoga društva skladatelja, Splitskoga književnoga kruga, Hrvatskoga mariološkoga instituta, te od 2018. Međunarodnoga muzikološkoga društva, u sklopu kojega je članica Studijske skupine “Cantus planus”.
Suradnica je Leksikona hrvatske crkvene glazbe.

## Nagrade
- Nagrada Hrvatskoga glazbenoga zavoda za najbolji diplomski rad s područja muzikologije (1993.);
- Nagrada HAZU za najviša znanstvena dostignuća na području muzikologije (2003.);
- Osobna Nagrada grada Sinja za cjelokupni izniman doprinos na području muzikologije (2017.);
- Srebrna povelja Matice hrvatske (2018.);
- Red hrvatskog pletera (2019.);
- Nagrada Josip Andreis Hrvatskoga društva skladatelja (2021.)